# Adil Müftüoğlu
Adil Müftüoğlu, né le 18 mai 1978 à Alanya, est un footballeur turc. Il est aussi joueur et sélectionneur de l'équipe de Turquie de beach soccer.

## Palmarès
- Prix du fair-play lors de l'Euro Beach Soccer League 2008

## Statistiques
| Division            | Matchs | Buts |
| ------------------- | ------ | ---- |
| 2. League           | 4      | 1    |
| Spor Toto 2. League | 1      | 0    |
| Spor Toto 3. League | 58     | 10   |